# K-1 World MAX 2002
K-1 World MAX 2002 was het eerste lichtgewicht K-1-evenement, er deden in totaal acht vechters uit zeven landen aan mee. Het evenement vond op zaterdag 11 mei 2002 plaats in de Nippon Budokan arena te Tokio, Japan. Er waren 8.450 toeschouwers waarmee de arena was uitverkocht.

## Overzicht wedstrijden

### Kwartfinale
| Masato               | vs | Duane Ludwig    |
| Albert Kraus         | vs | Shane Chapman   |
| Takayuki Kohiruimaki | vs | Marino Deflorin |
| Kao-Lan Kao-Vi-Chit  | vs | Zhang Jiapo     |

### Halve finale
| Masato               | vs | Albert Kraus        |
| Takayuki Kohiruimaki | vs | Kao-Lan Kao-Vi-Chit |

### Finale
| Albert Kraus | vs | Kao-Lan Kao-Vi-Chit |